# Aleš Valenta
Aleš Valenta, né le 6 février 1973 à Šumperk, est un skieur acrobatique tchèque notamment champion olympique de sauts en 2002.

## Carrière
Aleš Valenta est quatrième en sauts aux Jeux olympiques d'hiver de 1998 puis champion olympique à ceux de 2002 à Salt Lake City (où il est le porte-drapeau de la délégation tchèque) et 21e à ceux de 2006. Son meilleur résultat aux championnats du monde est une cinquième place en 1999. Au classement général de la coupe du monde de sauts, Aleš Valenta est troisième en 2002. Il obtient au total douze podiums en coupe du monde : trois premières places, cinq deuxièmes places et quatre troisièmes place.